# ガングリオシドーシス
ガングリオシドーシス（英: gangliosidosis）とはガングリオシドとして知られる脂質の蓄積を原因とする脂質蓄積異常。ガングリオシドーシスの原因として2つの異なる遺伝子的要因がある。

## 型
- GM1ガングリオシドーシス (en:GM1 gangliosidoses) - GM1
- GM2ガングリオシドーシス (en:GM2 gangliosidoses) - GM2